# Obliquogobius cirrifer
Obliquogobius cirrifer är en fiskart som beskrevs av Koichi Shibukawa och Aonuma 2007. Obliquogobius cirrifer ingår i släktet Obliquogobius och familjen smörbultsfiskar. Inga underarter finns listade i Catalogue of Life.